# Костер (Ібресинський район)
Косте́р (рос. Костёр, чув. Костер) — селище у складі Ібресинського району Чувашії, Росія. Входить до складу Ширтанського сільського поселення.
Населення — 113 осіб (2010; 124 у 2002).
Національний склад:
- чуваші — 99 %